# Väcksjön
Väcksjön är en sjö i Bräcke kommun i Jämtland och ingår i Ljungans huvudavrinningsområde. Sjön har en area på 0,351 kvadratkilometer och ligger 342,1 meter över havet. Sjön avvattnas av vattendraget Väcksjöån.

## Delavrinningsområde
Väcksjön ingår i det delavrinningsområde (694353-146826) som SMHI kallar för Utloppet av Väcksjön. Medelhöjden är 428 meter över havet och ytan är 13,28 kvadratkilometer. Det finns inga avrinningsområden uppströms utan avrinningsområdet är högsta punkten. Väcksjöån som avvattnar avrinningsområdet har biflödesordning 4, vilket innebär att vattnet flödar genom totalt 4 vattendrag innan det når havet efter 256 kilometer. Avrinningsområdet består mestadels av skog (86 procent). Avrinningsområdet har 0,35 kvadratkilometer vattenytor vilket ger det en sjöprocent på 2,7 procent.